# Wilhelm von Stolzenberg (Beamter)
Wilhelm von Stolzenberg (auch: Friedrich Wilhelm von Stoltzenberg; vollständiger Name Friedrich Wilhelm Ludwig von Stolzenberg; geboren 3. April 1805 in Isenhagen; gestorben am 21. Februar 1871 in Göttingen) war ein deutscher Beamter und Königlich Hannoverscher Oberregierungsrat zu Stade.

## Leben
Wilhelm von Stolzenberg wurde 1805 während der sogenannten „Franzosenzeit“ in Isenhagen geboren. Nach seiner ersten schulischen Bildung in Ilfeld besuchte er die Universität Göttingen.
1840 und 1841 verfasste von Stolzenberg vermutlich mehrere handschriftliche Briefe an August Kestner, einzelne auch an Georg Kestner sowie an Johannes Riepenhausen, die sich in der Autographensammlung der Universität Leipzig erhalten haben.
Noch zur Zeit des Königreichs Hannover erhielt er 1852 in Stade den Titel eines Regierungsrates verliehen, 1854 den des Geheimen Regierungsrates und 1865 den des Geheimen Oberregierungsrates. 1868 ging er in den Ruhestand.

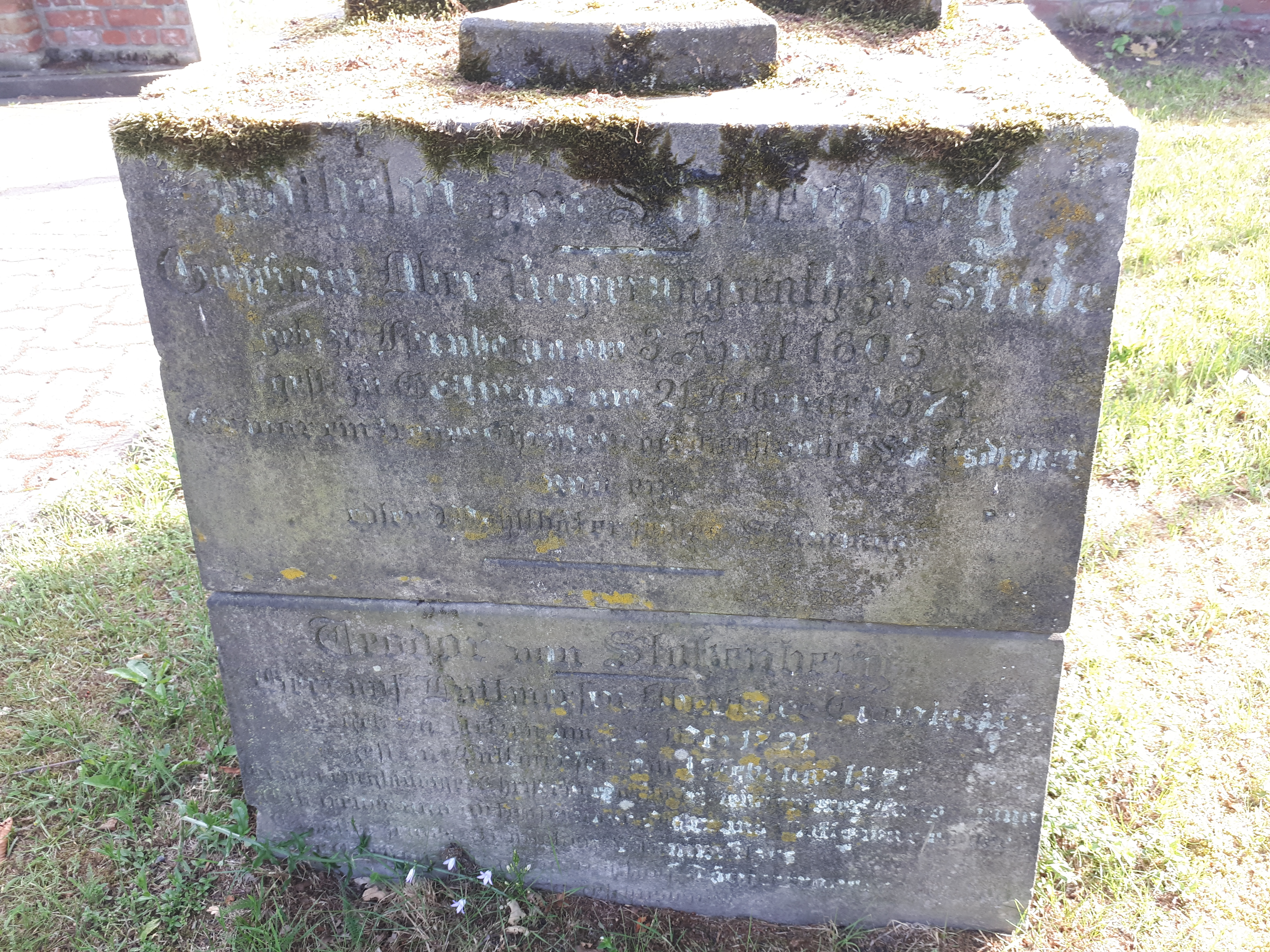
Grabstein mit den Inschriften für Wilhelm und Theodor von Stolzenberg auf dem Alten Kirchfriedhof in Helstorf

Wilhelm von Stolzenberg starb im Alter von knapp 66 Jahren in Göttingen.

## Grabstein
Von Stolzenbergs Grabstein findet sich nicht am Sterbeort, sondern auf dem Alten Kirchfriedhof in Helstorf vor der Helstorfer Kirche. Die Inschrift bezeugt von Stolzenberg als Christen, Staatsdiener und nennt ihn

„EDLER WOHLTÄTER SEINES STAMMES“

Auf dem Grabstein findet sich unterhalb der Angaben zu Wilhelm von Stolzenberg eine weitere Inschrift, und zwar zu dem älteren

„THEODOR ZU STOLZENBERG HERR AUF LUTTMERSEN, OBERST DER CAVALLERIE, GEB. ZU RETHEN AM 22. MAI 1791 GEST. ZU LUTTMERSEN AM 7. FEBRUAR 1871. [...]“